# VistaVision

Une image VistaVision

Le VistaVision est un procédé de prise de vues cinématographique sur pellicule 35 mm. Ce procédé, lancé par Paramount en 1954 avec le film Noël blanc, utilisait un défilement horizontal avec une image à 8 perforations au lieu de 4 sur le format 35 mm standard. L’image était de meilleure qualité car elle était déjà rectangulaire sans autre procédé et plus grande. Très peu de salles ont pu s’équiper pour la projection horizontale, ce format a donc principalement été utilisé au tirage de copie en panoramique. Néanmoins, Le VistaVision est encore fréquemment utilisé de nos jours, exclusivement pour la prise de vues de séquences à effets spéciaux.

## Histoire
Face à la popularité grandissante de la télévision, les studios hollywoodiens ont adopté de plus grands formats pour attirer de nouveau du public. En septembre 1952 apparaît le Cinerama : il s'agit d'une technique de prises de vues par trois caméras synchronisées fonctionnant avec des pellicules 35 mm projetées sur un écran « extra-large » et incurvé.
En 1953, la 20th Century Fox annonce l’arrivée du CinemaScope, un procédé de prise de vues et de projection qui consiste à anamorphoser (comprimer) l'image à la prise de vue, pour la désanamorphoser à la projection afin d’obtenir une image panoramique. Le rapport global des dimensions est alors de 2,55/1.
En réponse au CinemaScope, Paramount développe à son tour son propre procédé en 1954 : le Vistavision. La pellicule circule dans le sens horizontal plutôt que de haut en bas, ce qui permet une augmentation de la surface de l'image du simple au double environ. En raison de son défilement horizontal, le Vistavision a souvent été surnommé par les professionnels du cinéma « Lazy 8 ». Le ratio initial est de 1,50:1 puis apparaissent les ratios 1,66:1 et 2:1, tandis que le format standard est de 1,37:1. Les films en Vistavision ont été filmés de façon à pouvoir être projetés dans l’un des trois formats recommandés : 1,66:1, 1,85:1 et 2:1. Tandis que la plupart des techniques concurrentes utilisent un son stéréophonique à pistes magnétiques, le Vistavision a rapidement adopté le système Perspecta, dirigeant le son de la piste mono vers différents haut-parleurs. Environ 120 films ont été réalisés en VistaVision, contre près de mille en CinemaScope.
En 1955, le procédé Todd-AO emploie une pellicule de 70 mm de largeur. Les images y sont enregistrées sans anamorphose au rapport 2,2/1.
D’autres procédés ont depuis lors fait leur apparition, comme le procédé Imax. Ce procédé utilise le format 70 mm en défilement horizontal et a la capacité d'exposer des images d'une plus grande taille et d'une meilleure résolution que les pellicules traditionnelles. Le procédé Omnimax, qui est dérivé de ce dernier, permet la projection sur des écrans sphériques.
Alfred Hitchcock a utilisé le Vistavision pour un bon nombre de ses films dans les années 1950. Le Panavision et le format 70 mm sont devenus des standards au cours des années 1950-1960. La Vengeance aux deux visages (1961) est le dernier film américain à avoir été tourné en VistaVision comme procédé principal. Cependant, la haute résolution du VistaVision a rendu l’utilisation de ce procédé intéressante pour les effets spéciaux dans les films américains qui sont apparus par la suite. De nombreuses caméras VistaVision ont été bradées à l’international au début des années 1960, un nombre significatif de productions italiennes et japonaises ont donc pu utiliser ce procédé.

## Caractéristiques techniques
- Objectifs sphériques
- 8 perforations par photogramme
- Défilement horizontal

## Utilisation d’effets spéciaux
En 1975, la réalisation des effets spéciaux optiques de Star Wars de George Lucas est confiée à John Dykstra. Il réunit alors un groupe d’artistes et d’ingénieurs pour réaliser ces effets. Ce groupe fut plus tard baptisé Industrial Light & Magic. Dykstra utilisa une vieille caméra Vistavision sur son système Dykstraflex et la monta sur un dispositif semblable à une grue, qui était motorisée et commandée par divers microprocesseurs. Pendant plus de deux décennies, Vistavision a souvent été utilisé pour réaliser les effets spéciaux.
Au début du XXIe siècle, l’apparition des images de synthèse et la numérisation des images ont augmenté la résolution de ces dernières rendant alors obsolète Vistavision, même pour la réalisation d’effets spéciaux. Néanmoins, en 2008, ILM utilisait toujours ce procédé à certaines étapes de leur production, comme pour Indiana Jones et le Royaume du crâne de cristal. Une caméra Vistavision a également été utilisé pour la scène du semi-remorque dans The Dark Knight : Le Chevalier noir lorsqu’il n’y avait plus assez de caméra IMAX pour couvrir tous les angles nécessaires à la prise.
Plus récemment, Nolan a confirmé avoir tourné quelques séquences clés d’Inception en VistaVision.

## Films entièrement filmés en VistaVision
- Noël blanc (1954, Paramount)
- Le clown est roi (1954, Paramount)
- Richard III (1955, London Films)
- Artistes et Modèles (1955, Paramount)
- La Maison des otages (1955, Paramount) (Premier film en noir et blanc filmé en VistaVision)
- La Rose tatouée (1955, Paramount)
- Strategic Air Command (1955, Paramount)
- La Main au collet (1955, Paramount)
- Mais qui a tué Harry ? (1955, Paramount)
- La Cuisine des anges (1955, Paramount)
- Un pitre au pensionnat (1955, Paramount)
- Hell’s Island (1955, Paramount)
- La Bataille du Rio de la Plata (1956, The Rank Organisation)
- Guerre et Paix (1956, Paramount)
- Haute Société (1956, Metro-Goldwyn Mayer)
- Le Bouffon du roi (1956, Paramount)
- Brisants humains (1956, Universal)
- La Prisonnière du désert (1956, Warner)
- Les Dix Commandements (1956, Paramount)
- L'Homme qui en savait trop (1956, Paramount)
- Drôle de frimousse (1957, Paramount)
- Intelligence Service (1957, The Archers)
- Amour frénétique (1957, Paramount)
- Le Délinquant involontaire (1957, Paramount)
- Règlements de comptes à OK Corral (1957, Paramount)
- Train d'enfer (1957, The Rank Organisation)
- Orgueil et Passion (1957, United Artists)
- P'tite Tête de troufion (1957, Paramount)
- Williamsburg: The Story of a Patriot (en) (1957, Paramount) (premier documentaire filmé en VistaVision)
- Sueurs froides (1958, Paramount)
- Trois bébés sur les bras (1958, Paramount)
- Le Kid en kimono (1958, Paramount)
- Désir sous les ormes (1958, Paramount)
- La Mort aux trousses (1958, Metro-Goldwyn-Mayer)
- Millionnaire de cinq sous (1959, Paramount)
- Le Dernier Train de Gun Hill (1959, Paramount)
- La Vengeance aux deux visages (1961, Paramount)
- La Pendaison (1968, Art Theatre Guild)
- L'Empire des sens (1976, Oshima Productions)
- L'Empire de la passion (1978, Oshima Productions)
- La vengeance est à moi (1979, Imamura Productions)
- Rox et Rouky (1981, Walt Disney)
- Furyo (1983, Universal)
- Venus Wars (1989, Bandai Visual)

- The Brutalist (2024)[2]
- Une bataille après l'autre(2025)
- Les Hauts de Hurlevent (2026)